# Municipio de Burnside (condado de Centre)
El municipio de Burnside (en inglés: Burnside Township) es un municipio ubicado en el condado de Centre en el estado de Pensilvania. En el año 2000 tenía una población de 410 habitantes y una densidad poblacional de 1.9 personas por km².

## Geografía
El municipio de Burnside se encuentra ubicado en las coordenadas 41°08′03″N 77°09′58″O / 41.13417, -77.16611.

## Demografía
Según la Oficina del Censo en 2000 los ingresos medios por hogar en la localidad eran de $31,786 y los ingresos medios por familia eran $41,786. Los hombres tenían unos ingresos medios de $26,250 frente a los $18,438 para las mujeres. La renta per cápita para la localidad era de $21,195. Alrededor del 14% de la población estaban por debajo del umbral de pobreza.